# Rolf Lüders
Rolf Jürgen Lüders Schwarzenberg (Santiago de Chile, 1 de octubre de 1935) es un economista, empresario, académico de la Pontificia Universidad Católica (PUC) y político chileno de ascendencia alemana, miembro destacado de los llamados Chicago Boys. Se desempeñó como ministro de Estado —en las carteras de Hacienda y de Economía— durante la dictadura militar del general Augusto Pinochet.

## Primeros años de vida
Es hijo de Jürgen Otto Theodor Lüders, destacado montañista del Club Alemán Andino, y de Lili Virginia Erika Schwarzenberg Becker.Estudió en la Pontificia Universidad Católica (PUC), donde se tituló en ingeniería comercial en 1958, recibiendo el «Premio Hamel» otorgado al «mejor Ingeniero Comercial» graduado en Chile en 1958.
Beca de la Agencia de los Estados Unidos para el Desarrollo Internacional (USAID). Escuela de Negocios de Graduados de la Universidad de Chicago. (MBA) Título de Postgrado en Administración de Empresas (1960). Estudios en Contabilidad y Administración Financiera.
Becado por la Fundación Rockefeller y la Institución Brookings, en la Universidad de Chicago. Doctorado en Economía en 1968. Estudios en Comercio Internacional y Finanzas Públicas. Tesis: “Una Historia Monetaria de Chile 1925-1958”.

### Matrimonios e hijos
Se casó con Valerie Jean Norris Paterson, con quien tuvo dos hijas: Pilar Michelle (1963) y Jacqueline Anne (1968). Se divorció tiempo después.Nieto suyo, es el orador motivacional Fernando Demaria.
Contrajo segundas nupcias en 1971, con Marily (María) Eulalia Morales Cano, con quien tuvo tres hijos: Marily Eulalia (1974) (periodista), Lorena (1976) y Rolf Allan (1978) (ingeniero civil, electricista).

## Vida profesional
Es profesor titular de Economía, y fue Decano de la Facultad de Ciencias Económicas y Sociales de la Pontificia Universidad Católica de Chile, hasta 1971.
Como miembro de los Chicago Boys, participó en la dirección económica de Chile durante la dictadura del general Augusto Pinochet. Antes de asumir como ministro de Economía en 1982, había trabajado para el Grupo Vial, uno de los grupos económicos más poderosos de la época en Chile, manejando el Banco de Chile para dicho grupo, a la vez que era vicepresidente del directorio del Banco Hipotecario de Chile hasta agosto de 1982. Sin embargo, como ministro de Economía, tuvo que supervisar la toma de posesión del Banco de Chile, tras el quiebre y liquidación del Grupo Vial durante la crisis económica de 1981-1982.
Posteriormente, entre otros ejecutivos del Grupo Vial, fue encarcelado por su presunta participación en transacciones financieras ilegales durante su trabajo para el Banco de Chile y el Banco Hipotecario de Chile. En 1983 fue condenado por estafa e infracción a la Ley General de Bancos, a una pena de cinco años y un día de cárcel, y al pago de una indemnización al Estado por cerca de US$ 165 millones. Sin embargo, en 2002 la Corte de Apelaciones de Chile absolvió a Lüders bajo el argumento de que "no hay antecedentes para establecer responsabilidad criminal", sentencia que en 2005 confirmó la Corte Suprema. Por tanto, quedó libre de cualquier responsabilidad.
Se desempeñó como miembro del Grupo de Política Monetaria (2003-2005). Es consultor de Organismos Internacionales y Nacionales, asesor de empresas.

## Obra escrita
Es autor de los siguientes libros:
- Un sistema de cambio permanente para Chile (1979).
- Privatización en Chile (con Dominique Hachette, 1992).[Nota 1]
- Understanding development in Chile: are the 1930’s a turning point? (cuadernos de economía N. 121, con Gert Wagner; 2003). (en inglés)
- Economía chilena 1810-1995 (con José Díaz y Gert Wagner; 2004).
- Economía chilena 1810-2000. Producto total y sectoral. Una nueva mirada (documento de trabajo UC, con José Díaz y Gert Wagner; 2007).
- Milton Friedman, la vigencia de sus contribuciones, metodología, teoría y política económica (con Francisco Rosende; 2014).
- La República en cifras: historical statistics (con José Díaz y Gert Wagner; 2016).